# Аралбай (Костанайская область)
Аралбай (каз. Аралбай) — аул в Джангельдинском районе Костанайской области Казахстана. Административный центр аульной администрации Аралбай. Код КАТО — 394247100.

## Население
В 1999 году население аула составляло 716 человек (385 мужчин и 331 женщина). По данным переписи 2009 года, в ауле проживало 658 человек (335 мужчин и 323 женщины).